# خویشاوندی رضاعی
خویشاوندی رضاعی نوعی نسبت خانوادگی است که با شیر خوردن نوزاد از زنی که مادر طبیعی او نیست، حاصل می‌شود. تأثیر این نوع قرابت فقط در منع ازدواج میان خویشان رضاعی است و آثار دیگر قرابت نسبی مانند ارث بردن و انفاق در آن مطرح نیست.
این نوع از خویشاوندی مختص حقوق اسلامی و کشورهای مسلمان‌نشین است و پیشینه آن به سنت‌های اعراب پیش از اسلام می‌رسد. پس از اسلام نیز این نوع از خویشاوندی تأیید شد و هم‌اکنون نیز در قوانین کشورهای اسلامی (حتی قانون مدنی ترکیه که ترجمه قانون مدنی سوئیس است) به رسمیت شناخته شده‌است.

## نام
رضاع (با فتح یا کسر ر) به معنای شیر دادن و مکیدن شیر از سینه و رضاعی به معنای همشیر است و در گفتار بیشتر کلمات برادر و خواهر (یا پدر و مادر) همشیر یا شیری به کار می‌رود .

## ادله
آیه ۲۳ سوره نساء در بیان زنانی که ازدواج با آنان ممنوع است، می‌گوید: «... و امهاتکم اللاتی ارضعنکم و اخواتکم من االرضاعة» البته این آیه فقط ممنوعیت نکاح با مادر و خواهر رضاعی را بیان کرده اما در احادیث و اخبار دامنه خویشان رضاعی گسترش یافته و به عمو و عمه و دائی و خاله و اجداد و نوادگان نیز می‌رسد در این زمینه حدیث معروفی از محمد است که می‌گوید: «یحرم من الرضاع ما یحرم من النسب» یعنی رضاع از حیث حرمت نکاح در حکم نَسَب (رابطه نسبی) است. این حرمت برای ازدواج با خویشاوندان رضاعی همسر شخص نیز وجود دارد

## شرایط
هر نوع شیر خوردنی ایجاد قرابت رضاعی نمی‌کند. قانون مدنی ایران بر پایه فقه امامیه پدید آمدن آن را مشروط به این کرده‌است که:
- شیر زن ناشی از تولد فرزند حاصل ازدواج (مشروع) او باشد.
- شیر مستقیماً از پستان مکیده شود.
- طفل یک شبانه‌روز یا ۱۵ دفعه متوالی شیر کامل خورده باشد. بدون آن که در بین آن شیر زنی دیگر یا غذای دیگری را خورده باشد.
- شیر خوردن طفل پیش از تمام شدن دو سال او باشد.[۹]
- طفل شیر یک زن و یک شوهر را خورده باشد. یعنی اگر یک زن یک دختر و یک پسر رضاعی داشته باشد و به هر یک از آن‌ها از شیر متعلق به دو شوهر متفاوت داده باشد، آن پسر و دختر برادر و خواهر نیستند. همچنین است اگر فرزندی در یک روز از شیر دو زن یک شوهر بخورد که در این صورت نیز فقط شوهر پدر رضاعی او محسوب می‌شود.